# Walpersreuth
Walpersreuth ist ein Ortsteil von Püchersreuth im Landkreis Neustadt an der Waldnaab des bayerischen Regierungsbezirks Oberpfalz.

## Geographische Lage
Walpersreuth liegt 410 m westlich der Bundesstraße 15.
2 km westlich von Walpersreuth verläuft die A 93.
Westlich von Walpersreuth verläuft die Bahnstrecke Weiden–Oberkotzau.
Der nächstgelegene Bahnhof ist der Bahnhof von Windischeschenbach, 3 km nordwestlich von Walpersreuth.
Am Südrand von Walpersreuth entspringt der Kotzenbach.
Walpersreuth liegt 4,5 km nordwestlich von Püchersreuth, 6 km nordöstlich von Neustadt an der Waldnaab und 3,6 km südöstlich von Windischeschenbach.

## Geschichte
Walpersreuth (auch Walchersreut, Wolpersreut, Ödwalpersreuth, Wallpersrheut, Walbersreuth) gehörte im 15. Jahrhundert zur Feste Schönficht.
Es wurde erwähnt als im Jahr 1402 das Kloster Waldsassen vom Landgrafen Johann von Leuchtenberg die Feste Schönficht mit den zu ihr gehörigen Ortschaften kaufte.
Damit kam Walpersreuth zum Stiftland.
Im Privileg König Sigmunds aus dem Jahr 1434 wird Walpersreuth schriftlich erwähnt.
Zur Burgpflege Schönficht gehörten im 15. Jahrhundert die Ortschaften Schönficht, Walpersreuth, Mitteldorf, Eppenreuth, 2 Höfe in Geißenreuth, Wurmsgefäll und Leichau.
Später wurde die Burgpflege Schönficht dem Gericht Beidl einverleibt.
1433 verkaufte Hans Meingast, Bürger zu Neustadt, seinen Hof in Walpersreuth dem Kloster Waldsassen.
Im 15. Jahrhundert war Walpersreuth im Besitz von Fricz Redwiczer.
Dann ging es über in den Besitz von Balthasar von Tettau, der es 1503 an Wilhelm Schenk von Trautenberg verkaufte.
Kurfürst Ottheinrich führte 1542 per Erlass die protestantische Konfession in seinem Fürstentum ein. In den Jahren 1548 bis 1571 ging die Herrschaft des Klosters Waldsassen nach und nach in die kurpfälzische Landeshoheit über. Im Rahmen der von Ottheinrich 1558 durchgeführten Neuordnung des Kirchenwesens in der gesamten Oberen Pfalz wurde Wurz Pfarrei in der Superintendentur Tirschenreuth.
Die Pfarrei Wurz umfasste die Ortschaften Kotzenbach, Pfaffenreuth, Mitteldorf, Rotzendorf, Walpersreuth, Eppenreuth, Kahhof, Lamplmühle, Ernsthof, Stinkenbühl, Rotzenmühle, Wurmsgefäll, Geißenreuth. Ihr Pfarrer war Michael Schiffendecker aus Runneburg bei Zwickau.
Zum Gericht Beidl gehörten ab 1560 die Ortschaften Beidl, Schönficht, Walpersreuth, Mitteldorf, Eppenreuth, Geißenreuth, Wurmsgefäll, Leichau, Schönthan, Albernhof, Stinckenpuehel, Ödwalpersreuth, Streißenrreuth und Beidlmühle.
1560 hatte Walpersreuth 4 Untertanen mit 5 Brüdern und einem Schäfer, die zum Gericht Beidl gehörten, sowie 1 Untertan mit 3 Brüdern und 4 Söhnen, 1 Herberger, 1 Hutmann, die zum Gericht Falkenberg gehörten.
1572 wurden in Walpersreuth 4 Höfe zum Gericht Beidl und 1 Hof zu Neuhaus und 1 Hof zu Neustadt aufgeführt.
1622 hatte Walpersreuth 4 Mannschaft zum Gericht Beidl und 2 Mannschaften zum Gericht Falkenberg.
1630 gab es in Walpersreuth 4 Anwesen und 2 Inwohner.
Bei der Gegenreformation wurde Wurz wieder katholisch, die kirchliche Einteilung Ottheinrichs wurde aufgehoben und der Zustand von vor der Reformation wieder hergestellt. Der Stift Waldsassen wurde 1669 an die Zisterzienser zurückgegeben.
Die Pfarrei Wurz gehörte nun zum Dekanat Nabburg.
1792 wurden in Walpersreuth 4 Untertanen zum Stift Waldsassen und 1 Hof zu Neuhaus und 1 Hof zur Herrschaft Lobkowitz-Störnstein verzeichnet.
Seit 1808 war Eppenreuth Gemeinde und Steuerdistrikt mit den Ortschaften Eppenreuth, Baumgarten (erste Nennung 1961), Mitteldorf, Rotzendorf, Rotzenmühle, Stinkenbühl, Walpersreuth. 
Eppenreuth gehörte zunächst zum Landgericht Tirschenreuth und wurde 1857 in das Landgericht Neustadt an der Waldnaab umgegliedert. 
1978 wurde die Gemeinde Eppenreuth mit ihren Ortsteilen in die Gemeinde Püchersreuth eingegliedert.

## Einwohnerentwicklung in Walpersreuth ab 1819
| Jahr | Einwohner | Gebäude |
| ---- | --------- | ------- |
| 1819 | 48        | 7       |
| 1838 | 48        | 7       |
| 1871 | 48        | 30      |
| 1885 | 53        | 7       |
| 1900 | 54        | 6       |
| 1913 | 55        | 6       |

| Jahr | Einwohner | Gebäude |
| ---- | --------- | ------- |
| 1925 | 43        | 6       |
| 1950 | 79        | 10      |
| 1961 | 36        | 5       |
| 1970 | 29        | k. A.   |
| 1987 | 19        | 6       |
| 2011 | 20        | k. A.   |

## Kultur und Sehenswürdigkeiten
In Walpersreuth gibt es einen denkmalgeschützten Egerländer Vierseithof aus dem 18. Jahrhundert.
Er wurde Anfang des 21. Jahrhunderts von Andreas und Alexandra Sperber gekauft, vor dem völligen Verfall gerettet und denkmalgerecht saniert.
Heute (2019) dient er als Wohnhaus und Ferienwohnung.